# Parti vert (Irlande du Nord)
Le Parti vert (en anglais : Green party NI ) est un parti politique écologiste d'Irlande du Nord, qui travaille en coopération avec les différents partis écologistes de Grande-Bretagne et d'Irlande. Comme de nombreux partis écologistes à travers le monde, il trouve son origine dans les mouvements anti-nucléaires, du travail et pacifistes des années 1970 et du début des années 1980.
Depuis 2006, le parti opère comme la branche régionale du Parti vert d'Irlande et entretient également des liens avec d'autres partis verts, y compris le Parti vert écossais et le Parti vert de l'Angleterre et du pays de Galles.

## Résultats électoraux

### Assemblée d'Irlande du Nord
| Année     | Sièges  | Rang | Voix   | %    | Gouvernement      |
| --------- | ------- | ---- | ------ | ---- | ----------------- |
| 1996 (en) | 0 / 110 |      | 3 647  | 0,5  | Dans l'opposition |
| 1998      | 0 / 108 |      | 710    | 0,1  | Dans l'opposition |
| 2003      | 0 / 108 |      | 2 688  | 0,4  | Dans l'opposition |
| 2007      | 1 / 108 | 6e   | 11 985 | 1,7  | Dans l'opposition |
| 2011      | 1 / 108 | 6e   | 6 031  | 0,9  | Dans l'opposition |
| 2016      | 2 / 108 | 6e   | 18 718 | 2,7  | Dans l'opposition |
| 2017      | 2 / 90  | 7e   | 18 527 | 2,3  | Dans l'opposition |
| 2022      | 0 / 90  | 7e   | 16 433 | 1,90 | Dans l'opposition |

#### Chambre des communes
| Année | Sièges | Rang | Voix  | %   |
| ----- | ------ | ---- | ----- | --- |
| 1983  | 0 / 17 |      | 451   | 0,1 |
| 1987  | 0 / 17 |      | 281   | 0,0 |
| 1992  |        |      |       |     |
| 1997  | 0 / 18 |      | 539   | 0,1 |
| 2001  |        |      |       |     |
| 2005  |        |      |       |     |
| 2010  | 0 / 18 |      | 3 542 | 0,5 |
| 2015  | 0 / 18 |      | 6 822 | 1,0 |
| 2017  | 0 / 18 | 6e   | 7 452 | 0,9 |
| 2019  | 0 / 18 | 8e   | 1 996 | 0,2 |
| 2024  | 0 / 18 | 7e   | 8 692 | 1,1 |